# 立石様
立石様（たていしさま）
- 日本全国に分布する立石（メンヒル・道標・墓標など）を周辺住民が崇拝あるいは畏怖の気持ちをこめて呼ぶ尊称。巨石記念物の項も参照のこと。
- 東京都葛飾区立石にある石。本項にて解説。

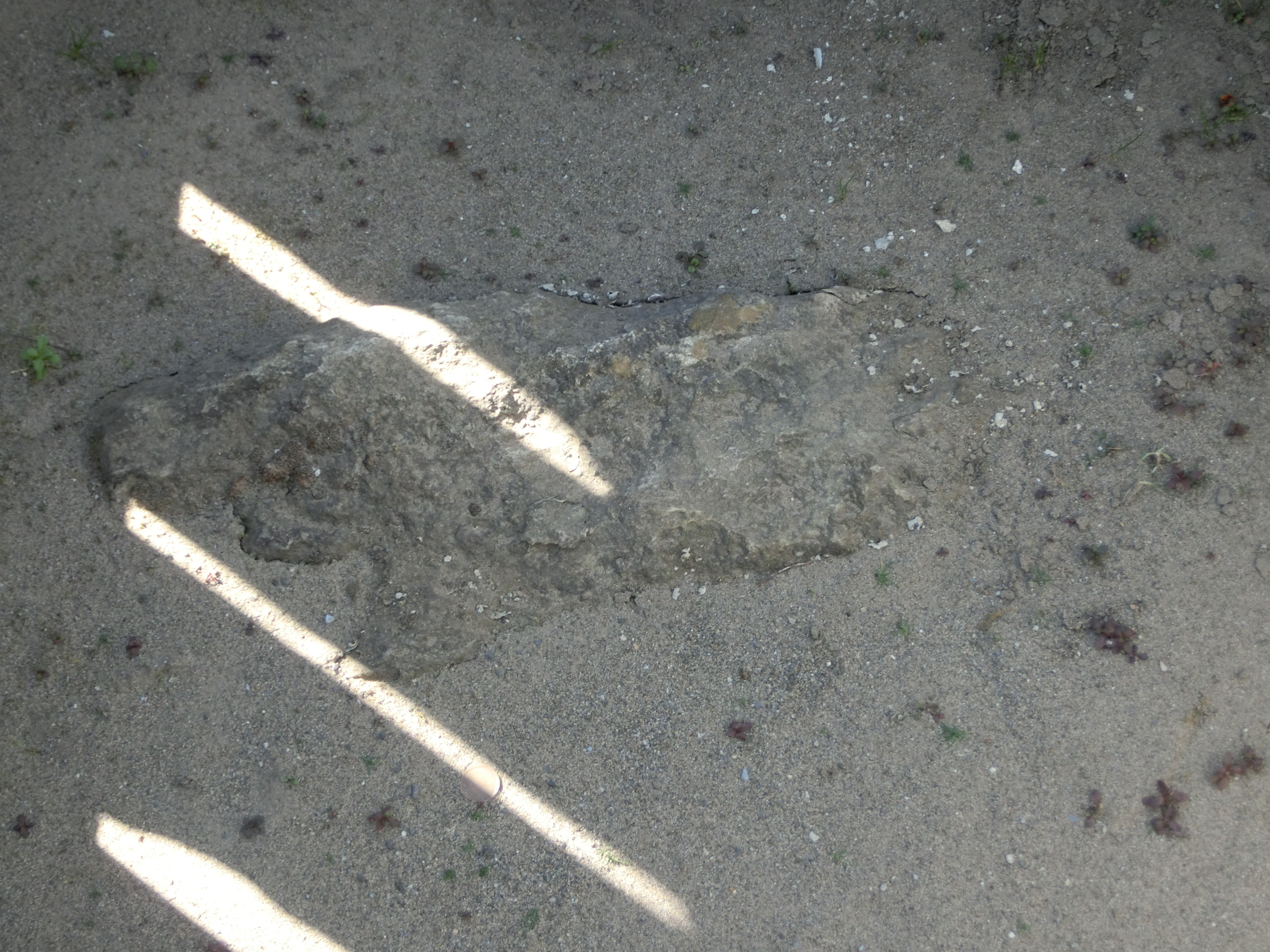
立石様（2017年2月撮影）

立石様（たていしさま）は東京都葛飾区立石八丁目37番17号にある「立石」という地名の由来となった石。

## 概要
現在は児童公園に併設する祠の中心に鎮座している。付近にかつて古墳があったことやその材質（房州石という凝灰石の一種）から、古墳の石室などと同様千葉県鋸山付近より同地に持ち込まれたと推定されている。また、奈良・平安時代には立石付近を横断していた古代の官道（東海道）の道標として転用されていたと考えられている。
江戸時代には高さ60センチ以上あり、地面を掘っても底が現れなかったことから「根有り石」とも呼ばれていた。名所として諸本（兎園小説、明細帳、江戸名所図会など）にも登場し、立石様の根を掘ったことで災いが起きたなどの伝説を生んでいる。そのため、1811年（文化8年）には「立石稲荷大明神」として祀り、1815年（文化12年）に鳥居が寄進されている。
また、立石様は寒さに弱いので、冬になると縮み、暖かくなると元に戻るという伝説がある。
後に、立石様を欠いて持つと病気に効くという信仰や日清・日露戦争時に弾よけのお守りとして削って持つ人が現れたことや地盤沈下などの結果、現在では地表より数センチ程度の高さしかない状況である。
明治時代以降も度々発掘の試みがあったが、底が現れなかったり、祟りを恐れる地元住民の反対により、完全な発掘には至ってない。

## 交通アクセス
- 青砥駅より徒歩9分。

## 関連文献
- 斎藤幸雄「巻之七 揺光之部 立石」『江戸名所図会』 4巻、有朋堂書店、1927年、253,262-263頁。NDLJP:1174161/131。